# Obchodní dům Vysočina
Obchodní dům Vysočina v Pelhřimově je stavba z roku 1989, poslední velká stavba zahájená za komunistického režimu v Pelhřimově. Podle kroniky města se základní kámen k obchodnímu domu Vysočina kladl 18. září 1989. Stavěn byl společností Pozemní stavby Jindřichův Hradec. 

## Demolice
Stavbě padla za oběť původní historická zástavba Pelhřimova, bezprostředně navazující na někdejší městské opevnění. Na místě obchodního domu Vysočina a protilehlému parkovišti stával komplex více než 20 domů, včetně hospody Na růžku (U Bučků), starého pivovaru a dalších mezi historickými ulicemi Solní a Hrnčířská. Zlikvidována byla i ulička Belka, propojující obě ulice (obchodním domem dnes nelze projít skrz). Tekl zde potok Belka, který je nyní zatrubněný.

## Současnost
Po svém otevření obchodní dům Vysočina postupně vystřídal více nájemců – potravinám JIP předcházely firmy Julius Meinl a Albert, které budovu již opustili. Budova střídala i názvy – z původního Vysočina na Galeria Shopping a poté na Obchodní centrum Slunce. 
Majitelem budovy je společnost Reload Sigma Czech Republic s.r.o., sídlící na adrese V celnici 1031/4, Nové Město, 11000 Praha 1. Jejími statutárními představiteli jsou lidé z Česka, Polska a Švýcarska.

## Kontroverze
Stavba podle mínění místních obyvatel i části politiků značně poškozuje vzhled historické části města.